# Seznam dílů seriálu Vyprávěj
Toto je seznam dílů seriálu Vyprávěj. Český retro seriál Vyprávěj připravila a vysílala Česká televize. Mezi roky 2009 a 2010 byla odvysílána první řada, v roce 2010 pak i druhá. V roce 2011 televize začala vysílat třetí řadu, jejíž některé díly se v průběhu vysílání ještě dotáčely. Po odvysílání třetí řady, v roce 2012, byla vysílána bonusová řada s názvem Osudy, jež se soustředila na dosud jen vedlejší postavy ze seriálu. Seriál byl zakončen pátou řadou v roce 2013.
Při reprízách seriálu byly jednotlivé díly bonusové série Osudy vysílány průběžně během druhé a třetí řady podle toho, v jakém roce se díly odehrávají, a celá série Osudy tak nebyla vysílána po skončení třetí řady. 

## Přehled řad
| Řada  | Díly | Premiéra na ČT1 | Premiéra na ČT1   |
| Řada  | Díly | První díl       | Poslední díl      |
| ----- | ---- | --------------- | ----------------- |
| 1     | 26   | 31. srpna 2009  | 22. února 2010    |
| 2     | 16   | 3. září 2010    | 17. prosince 2010 |
| 3     | 26   | 9. září 2011    | 23. března 2012   |
| Osudy | 9    | 30. března 2012 | 25. května 2012   |
| 4     | 16   | 7. září 2012    | 11. ledna 2013    |
| 5     | 22   | 18. ledna 2013  | 14. června 2013   |

## Díly

### První řada (2009–2010)
| Č. v seriálu | Č. v řadě | Název                | Rok děje | Píseň v závěrečných titulcích                   | Datum premiéry     | Sledovanost (v milionech) |
| ------------ | --------- | -------------------- | -------- | ----------------------------------------------- | ------------------ | ------------------------- |
| 1            | 1         | Od začátku           | 1964     | Pavlína Filipovská & Josef Zíma – Nej, Nej, Nej | 31. srpna 2009     | 1,294                     |
| 2            | 2         | Je to ten pravý?     | 1964     | Josef Zíma & Karel Štědrý – Milenci v texaskách | 7. září 2009       | 1,316                     |
| 3            | 3         | Svatba               | 1965     | James Brown – I feel good                       | 14. září 2009      | 1,363                     |
| 4            | 4         | 1. máj               | 1968     | Eva Olmerová – Druhý břeh                       | 21. září 2009      | 1,262                     |
| 5            | 5         | Mikuláš chodí v létě | 1968     | Wilson Picket - Land od 1000 Dances             | 28. září 2009      | 1,260                     |
| 6            | 6         | Embéčko!             | 1968     | Václav Neckář – Dobrá zpráva                    | 5. října 2009      | 1,221                     |
| 7            | 7         | 21. srpen            | 1968     | Marta Kubišová – Modlitba pro Martu             | 12. října 2009     | 1,354                     |
| 8            | 8         | Velká očekávání      | 1969     | Blue Effect – Slunečný hrob                     | 19. října 2009     | 1,184                     |
| 9            | 9         | Ode mě to nemáte!    | 1969     | Hana Zagorová – Bludička Julie                  | 26. října 2009     | 1,197                     |
| 10           | 10        | Promoce              | 1969     | The Troggs – With A Girl Like You               | 2. listopadu 2009  | 1,235                     |
| 11           | 11        | Ctitel               | 1969     | The Kinks – You Really Got Me                   | 9. listopadu 2009  | 1,180                     |
| 12           | 12        | Vojna                | 1970     | Karel Černoch – Zrcadlo                         | 16. listopadu 2009 | 1,235                     |
| 13           | 13        | Život na inzerát     | 1971     | Nina Simone – Ain´t Got No/ I Got Life          | 23. listopadu 2009 | 1,249                     |
| 14           | 14        | Velikonoce           | 1971     | Hana Zagorová – Já jsem tvá neznámá             | 30. listopadu 2009 | 1,208                     |
| 15           | 15        | Můj velký den        | 1971     | The Jackson 5 – ABC                             | 7. prosince 2009   | 1,216                     |
| 16           | 16        | Vánoce               | 1971     | Karel Gott – Alžbětínská serenáda               | 14. prosince 2009  | 1,218                     |
| 17           | 17        | Silvestr             | 1971     | Dean Martin – Let it Snow!                      | 21. prosince 2009  | 1,488                     |
| 18           | 18        | Bonboniéra           | 1972     | Václav Neckář – Láska má                        | 28. prosince 2009  | 1,509                     |
| 19           | 19        | 3:2!                 | 1972     | Viktor Sodoma – Země lásky                      | 4. ledna 2010      | 1,394                     |
| 20           | 20        | Překvapení           | 1972     | Janis Joplin – I Need A Man To Love             | 11. ledna 2010     | 1,408                     |
| 21           | 21        | MDŽ                  | 1973     | Karel Gott – Mistrál                            | 18. ledna 2010     | 1,445                     |
| 22           | 22        | Apríl                | 1973     | Olympic – Když Lola pila pátý drink             | 25. ledna 2010     | 1,450                     |
| 23           | 23        | Ples                 | 1973     | Stevie Wonder – Superstition                    | 1. února 2010      | 1,418                     |
| 24           | 24        | Klíč ke štěstí       | 1973     | Karel Gott – Bum, Bum, Bum                      | 8. února 2010      | 1,517                     |
| 25           | 25        | Vím, co dělám        | 1973     | Petr Spálený – Byla to past                     | 15. února 2010     | 1,402                     |
| 26           | 26        | Rozhodnutí           | 1973     | Doobie Brothers – Long Train Running            | 22. února 2010     | 1,480                     |

### Druhá řada (2010)
| Č. v seriálu | Č. v řadě | Název              | Rok děje | Píseň v závěrečných titulcích                     | Datum premiéry     | Sledovanost (v milionech) |
| ------------ | --------- | ------------------ | -------- | ------------------------------------------------- | ------------------ | ------------------------- |
| 27           | 1         | Sedmdesátá léta    | 1973     | Helena Vondráčková – Má tě rád                    | 3. září 2010       | 1,106                     |
| 28           | 2         | DDR                | 1973     | Karel Gott – Lady Carneval                        | 10. září 2010      | 1,140                     |
| 29           | 3         | Teta Renáta        | 1973     | ABBA – People Need Love                           | 17. září 2010      | 1,117                     |
| 30           | 4         | Mikulášská nadílka | 1973     | Deep Purple – Smoke on the Water                  | 24. září 2010      | 1,118                     |
| 31           | 5         | Dámská jízda       | 1974     | Marie Rottrová – Markétka                         | 1. října 2010      | 1,108                     |
| 32           | 6         | Porod              | 1974     | Elton John – Candle in the Wind                   | 8. října 2010      | 1,095                     |
| 33           | 7         | Neštěstí           | 1974     | Hana Hegerová – Išel Macek do Malacek             | 15. října 2010     | 1,000                     |
| 34           | 8         | Osvobození         | 1975     | Steve Miller Band – The Joker                     | 22. října 2010     | 1,112                     |
| 35           | 9         | Svatba             | 1975     | Barry White – Love's Theme                        | 29. října 2010     | 1,227                     |
| 36           | 10        | Kotva              | 1975     | Queen – Killer Queen                              | 5. listopadu 2010  | 1,185                     |
| 37           | 11        | Bytové divadlo     | 1975     | Marie Rottrová – S tebou                          | 12. listopadu 2010 | 1,104                     |
| 38           | 12        | Do Prčic!          | 1976     | Helena Vondráčková & Jiří Korn – Znala panna pána | 19. listopadu 2010 | 1,131                     |
| 39           | 13        | Volby              | 1976     | Sweet – The Ballroom Blitz                        | 26. listopadu 2010 | 1,049                     |
| 40           | 14        | Vánoce             | 1976     | The Jackson 5 – Santa Claus Is Coming to Town     | 3. prosince 2010   | 1,179                     |
| 41           | 15        | Charta 77          | 1977     | Jiří Schelinger – Praví muži zkušení              | 10. prosince 2010  | 1,100                     |
| 42           | 16        | Šok                | 1977     | Stevie Wonder – Sir Duke                          | 17. prosince 2010  | 1,162                     |

### Třetí řada (2011–2012)
| Č. v seriálu | Č. v řadě | Název             | Rok děje    | Představitel Honzy | Píseň v závěrečných titulcích                          | Datum premiéry     | Sledovanost (v milionech) |
| ------------ | --------- | ----------------- | ----------- | ------------------ | ------------------------------------------------------ | ------------------ | ------------------------- |
| 43           | 1         | Na rozcestí       | 1977        | Zdeněk Piškula     | Věra Špinarová – Raketou na Mars                       | 9. září 2011       | 1,282                     |
| 44           | 2         | Dovolená          | 1977        | Zdeněk Piškula     | Helena Vondráčková & Jiří Korn – Já půjdu tam a ty tam | 16. září 2011      | 1,242                     |
| 45           | 3         | Lampionový průvod | 1977        | Zdeněk Piškula     | Status Quo – Rockin´All Over the World                 | 23. září 2011      | 1,227                     |
| 46           | 4         | Delegace          | 1977        | Zdeněk Piškula     | Bobby Helms – Jingle Bells Rock                        | 30. září 2011      | 1,336                     |
| 47           | 5         | Mácháč            | 1978        | Zdeněk Piškula     | Bee Gees – Stayin' Alive                               | 7. října 2011      | 1,336                     |
| 48           | 6         | Taneční           | 1978        | Zdeněk Piškula     | Lešek Semelka – Jsi prostě nejlepší                    | 14. října 2011     | 1,383                     |
| 49           | 7         | Dušičky           | 1978        | Zdeněk Piškula     | Olivia Newton-Johnová & John Travolta – Summer Nights  | 21. října 2011     | 1,403                     |
| 50           | 8         | Akce Zet          | 1979        | Zdeněk Piškula     | Jiří Schelinger – Jahody mražený                       | 4. listopadu 2011  | 1,367                     |
| 51           | 9         | První polibek     | 1979        | Zdeněk Piškula     | Meco, Cantina Band – Star Wars Theme                   | 11. listopadu 2011 | 1,117                     |
| 52           | 10        | Přijímačky        | 1980        | Zdeněk Piškula     | Věra Špinarová – Kosmická láska                        | 18. listopadu 2011 | 1,297                     |
| 53           | 11        | Tábor             | 1980        | Zdeněk Piškula     | Václav Neckář – Mademoiselle Giselle                   | 25. listopadu 2011 | 1,349                     |
| 54           | 12        | Burza             | 1980        | Jiří Novák         | Stars On 45 – Stars On 45                              | 2. prosince 2011   | 1,287                     |
| 55           | 13        | Osmdesátiny       | 1981        | Jiří Novák         | Jiří Korn – Windsurfing                                | 9. prosince 2011   | 1,253                     |
| 56           | 14        | Chmelová brigáda  | 1981        | Jiří Novák         | Karel Gott – Beatles                                   | 16. prosince 2011  | 1,300                     |
| 57           | 15        | Prodloužená       | 1981        | Jiří Novák         | Václav Neckář – Zeď                                    | 6. ledna 2012      | 1,355                     |
| 58           | 16        | Jů a Hele         | 1982        | Jiří Novák         | Joan Jett & The Blackhearts – I Love Rock `N Roll      | 13. ledna 2012     | 1,313                     |
| 59           | 17        | Smrt Brežněva     | 1982        | Jiří Novák         | František Ringo Čech – Já už jdu                       | 20. ledna 2012     | 1,319                     |
| 60           | 18        | Céčka             | 1983        | Jiří Novák         | Marie Rottrová – Skořápky ořechů                       | 27. ledna 2012     | 1,352                     |
| 61           | 19        | Svaťák            | 1984        | Jiří Novák         | František Ringo Čech – Diskotéka                       | 3. února 2012      | 1,419                     |
| 62           | 20        | MS v hokeji 1985  | 1985        | Braňo Holiček      | David Bowie & Mick Jagger – Dancing In the Street      | 10. února 2012     | 1,417                     |
| 63           | 21        | Spartakiáda       | 1985        | Braňo Holiček      | Ray Parker, Jr. – Ghostbusters                         | 17. února 2012     | 1,396                     |
| 64           | 22        | Černobyl          | 1986        | Braňo Holiček      | Jiří Korn & Vilém Čok – Karel nese asi čaj             | 24. února 2012     | 1,374                     |
| 65           | 23        | Autostop          | 1986        | Braňo Holiček      | Michal David – Děti ráje                               | 2. března 2012     | 1,326                     |
| 66           | 24        | Perestrojka       | 1987        | Braňo Holiček      | Whitney Houston – I Wanna Dance With Somebody          | 9. března 2012     | 1,314                     |
| 67           | 25        | Favorit           | 1988        | Braňo Holiček      | George Michael – Faith                                 | 16. března 2012    | 1,301                     |
| 68           | 26        | Palachův týden    | 1988 a 1989 | Braňo Holiček      | Jiří Korn – Miss Moskva                                | 23. března 2012    | 1,170                     |

### Osudy(2012)
Osudy jsou devítidílná bonusová série, která se zaměřuje na vedlejší nebo nepravidelné postavy. Série je zařazena mezi 3. a 4. sérii (a 4. a 5. série rovněž vychází ze znalosti Osudů), avšak děj jednotlivých dílů zpětně přibližuje události časově spadající do průběhu 2. a 3. série. V každé epizodě této řady je vyprávěn osud dvou různých vedlejších postav. 
| Č. v seriálu | Č. v řadě | Název                   | Rok děje  | Hlavní postavy                                                               | Píseň v závěrečných titulcích                           | Datum premiéry  |
| ------------ | --------- | ----------------------- | --------- | ---------------------------------------------------------------------------- | ------------------------------------------------------- | --------------- |
| 69           | 1         | Proč byl Matěj estébák? | 1985      | Matěj Stránský (Karel Dobrý) a Scarlett Francová (Zlata Adamovská)           | Village People – YMCA                                   | 30. března 2012 |
| 70           | 2         | Proč je Iveta taková?   | 1979–1981 | Iveta Hájková (Jana Bernášková) a Roman Dvořák (Oldřich Hajlich)             | Earth, Wind & Fire – September                          | 6. dubna 2012   |
| 71           | 3         | Žijí Markovi rodiče?    | 1980      | Marek Oplatka (Ladislav Hampl) a Honza Dvořák (Zdeněk Piškula)               | Olivia Newton-Johnová & John Travolta – We Got Together | 13. dubna 2012  |
| 72           | 4         | Mikulášova Hilda        | 1985      | Hilda Dvořáková (Johana Munzarová) a Mária Martináková (Marta Sládečková)    | Ivan Mládek – Brno je zlatá loď                         | 20. dubna 2012  |
| 73           | 5         | Slaňochův smutný příběh | 1980      | Slaňoch (Martin Zounar) a Vlastimil Jeník (Pavel Zedníček)                   | Jana Kratochvílová – Dlouhá bílá žhnoucí kometa         | 27. dubna 2012  |
| 74           | 6         | Horův nemanželský syn   | 1981      | Václav Hora st. (Tomáš Töpfer) a Zuzka Dvořáková (Hana Vagnerová)            | Hana Zagorová – Diskohrátky                             | 4. května 2012  |
| 75           | 7         | Milena a Zdeněk         | 1981      | Milena Jeníková (Marie Doležalová) a František Kopecký (Radoslav Brzobohatý) | Sister Sledge – We are Family                           | 11. května 2012 |
| 76           | 8         | Tondův tatínek          | 1988      | Antonín Sova st. (Oldřich Vlach) a Hynek Kupsa (Josef Polášek)               | Elán – Tanečnice z Lúčnice                              | 18. května 2012 |
| 77           | 9         | Karpíšek                | 1988      | Ľubo Karpíšek (Ján Jackuliak) a Ivan Tomáš (Jiří Ployhar)                    | George Harrison – Got My Mind Set On You                | 25. května 2012 |

### Čtvrtá řada (2012–2013)
| Č. v seriálu | Č. v řadě | Název                     | Rok děje    | Režie                          | Scénář                    | Píseň v závěrečných titulcích                          | Datum premiéry     | Sledovanost (v milionech) |
| ------------ | --------- | ------------------------- | ----------- | ------------------------------ | ------------------------- | ------------------------------------------------------ | ------------------ | ------------------------- |
| 78           | 1         | Shledání                  | 1989        | Bisi Arichtev                  | Rudolf Merkner            | Michael Jackson – The Way You Make Me Feel             | 7. září 2012       | 0,838                     |
| 79           | 2         | Miss                      | 1989        | Bisi Arichtev                  | Irena Sládečková          | Karel Gott – Svět má ty chvíle rád                     | 14. září 2012      | 0,930                     |
| 80           | 3         | Jugoslávie                | 1989        | Bisi Arichtev, Martin Dolenský | Rudolf Merkner            | Kaoma – Lambada                                        | 21. září 2012      | 1,063                     |
| 81           | 4         | Několik vět               | 1989        | Bisi Arichtev, Martin Dolenský | Rudolf Merkner            | Roxette – The Look                                     | 28. září 2012      | 0,964                     |
| 82           | 5         | Jakešův projev            | 1989        | Bisi Arichtev, Martin Dolenský | Barbora Vlnasová          | Phil Collins – Two hearts                              | 5. října 2012      | 1,086                     |
| 83           | 6         | Praha plná trabantů       | 1989        | Bisi Arichtev, Martin Dolenský | Michaela Streit-Kadernová | Oceán – Ráchel                                         | 12. října 2012     | 1,013                     |
| 84           | 7         | 17. listopad 1989         | 1989        | Bisi Arichtev, Martin Dolenský | David Jiskra              | U2 – Where the Streets Have No Name                    | 19. října 2012     | 1,081                     |
| 85           | 8         | Sametová revoluce         | 1989        | Bisi Arichtev, Martin Dolenský | David Jiskra              | Marta Kubišová – Modlitba pro Martu                    | 26. října 2012     | 1,079                     |
| 86           | 9         | Občanské fórum            | 1989        | Bisi Arichtev, Martin Dolenský | Barbora Vlnasová          | Depeche Mode – Personal Jesus                          | 2. listopadu 2012  | 1,031                     |
| 87           | 10        | Havel na Hrad             | 1989 a 1990 | Bisi Arichtev, Martin Dolenský | Irena Sládečková          | Tina Turner – Simply the Best                          | 9. listopadu 2012  | 1,148                     |
| 88           | 11        | Annonce                   | 1990        | Bisi Arichtev, Martin Dolenský | Michaela Streit-Kadernová | Lucie – Černí andělé                                   | 16. listopadu 2012 | 1,029                     |
| 89           | 12        | Politika, kam se podíváš… | 1990        | Bisi Arichtev, Martin Dolenský | Tomáš Vávra               | Phil Collins – Something Happened On The Way To Heaven | 23. listopadu 2012 | 1,049                     |
| 90           | 13        | Sbohem babičko!           | 1990        | Bisi Arichtev, Martin Dolenský | Rudolf Merkner            | George Michel – Freedom! '90                           | 30. listopadu 2012 | 1,085                     |
| 91           | 14        | The Rolling Stones        | 1990        | Bisi Arichtev, Martin Dolenský | David Jiskra              | Rolling Stones – Mixed Emotions                        | 7. prosince 2012   | 1,121                     |
| 92           | 15        | Civilka                   | 1991        | Bisi Arichtev, Martin Dolenský | Rudolf Merkner            | MC Hammer – U Can't Touch This                         | 14. prosince 2012  | 0,990                     |
| 93           | 16        | Skořápkáři                | 1991        | Bisi Arichtev, Martin Dolenský | Rudolf Merkner            | Chesney Hawkes – The One and Only                      | 11. ledna 2013     | 1,077                     |

### Pátá řada (2013)
| Č. v seriálu | Č. v řadě | Název                   | Rok děje    | Režie                                                    | Scénář         | Píseň v závěrečných titulcích                             | Datum premiéry  | Sledovanost (v milionech) |
| ------------ | --------- | ----------------------- | ----------- | -------------------------------------------------------- | -------------- | --------------------------------------------------------- | --------------- | ------------------------- |
| 94           | 1         | Kuponová privatizace    | 1992        | Bisi Arichtev                                            | Rudolf Merkner | Lucie Bílá & Ilona Csáková – Láska je láska               | 18. ledna 2013  | 1,047                     |
| 95           | 2         | Au-pair                 | 1992        | Bisi Arichtev, Martin Dolenský                           | Rudolf Merkner | Janek Ledecký – Na ptáky jsme krátký                      | 25. ledna 2013  | 1,077                     |
| 96           | 3         | Cibulkovy seznamy       | 1992        | Bisi Arichtev                                            | Rudolf Merkner | Michael Jackson – Black or White                          | 1. února 2013   | 1,134                     |
| 97           | 4         | Rozdělení republiky     | 1992 a 1993 | Bisi Arichtev, Martin Dolenský                           | Rudolf Merkner | Mr. Big – To Be with You                                  | 8. února 2013   | 1,139                     |
| 98           | 5         | Poslové víry            | 1993        | Bisi Arichtev, Martin Dolenský                           | Rudolf Merkner | Spin Doctors – Two Princes                                | 15. února 2013  | 1,185                     |
| 99           | 6         | Fitness                 | 1993        | Bisi Arichtev, Martin Dolenský, Johanna Steiger-Antošová | Rudolf Merkner | Yo Yo Band – Rybitví                                      | 22. února 2013  | 1,146                     |
| 100          | 7         | Nová televize           | 1994        | Bisi Arichtev, Martin Dolenský, Johanna Steiger-Antošová | Rudolf Merkner | Aerosmith – Livin On The Edge                             | 1. března 2013  | 1,100                     |
| 101          | 8         | Butik                   | 1995        | Bisi Arichtev, Martin Dolenský, Johanna Steiger-Antošová | Rudolf Merkner | Buty – Mám jednu ruku dlouhou                             | 8. března 2013  | 1,100                     |
| 102          | 9         | Nehoda                  | 1996        | Bisi Arichtev, Martin Dolenský, Johanna Steiger-Antošová | Rudolf Merkner | Spice Girls – Wannabe                                     | 15. března 2013 | 1,141                     |
| 103          | 10        | Povodně                 | 1997        | Bisi Arichtev, Martin Dolenský, Johanna Steiger-Antošová | Rudolf Merkner | Bryan Adams – The Only Thing That Looks Good on Me Is You | 22. března 2013 | 1,030                     |
| 104          | 11        | Nagano                  | 1998        | Bisi Arichtev, Martin Dolenský, Johanna Steiger-Antošová | Rudolf Merkner | Hanson – MMMBop                                           | 29. března 2013 | 0,973                     |
| 105          | 12        | Milénium                | 1999 a 2000 | Bisi Arichtev, Martin Dolenský, Johanna Steiger-Antošová | Rudolf Merkner | Santana – Smoth                                           | 5. dubna 2013   | 1,084                     |
| 106          | 13        | Squat                   | 2000        | Bisi Arichtev, Martin Dolenský, Johanna Steiger-Antošová | Rudolf Merkner | Chumbawamba – Tubthumping                                 | 12. dubna 2013  | 1,063                     |
| 107          | 14        | Dvojčata                | 2001        | Bisi Arichtev, Martin Dolenský, Johanna Steiger-Antošová | Rudolf Merkner | Christina Aguilera, Lil' Kim, Mya & Pink – Lady Marmalade | 19. dubna 2013  | 1,048                     |
| 108          | 15        | Esemesky                | 2002        | Bisi Arichtev, Martin Dolenský, Johanna Steiger-Antošová | Rudolf Merkner | Kryštof – Lolita                                          | 26. dubna 2013  | 0,898                     |
| 109          | 16        | Rakovina                | 2002        | Bisi Arichtev, Martin Dolenský, Johanna Steiger-Antošová | Rudolf Merkner | Morcheba – Over and Over                                  | 3. května 2013  | 1,110                     |
| 110          | 17        | Strach                  | 2002        | Bisi Arichtev, Martin Dolenský, Johanna Steiger-Antošová | Rudolf Merkner | Black Milk – Modrej dým                                   | 10. května 2013 | 1,035                     |
| 111          | 18        | Jardův pád              | 2003        | Bisi Arichtev, Martin Dolenský, Johanna Steiger-Antošová | Rudolf Merkner | Pink – Get the Party Started                              | 17. května 2013 | 1,006                     |
| 112          | 19        | Cesta domů              | 2004        | Bisi Arichtev, Martin Dolenský, Johanna Steiger-Antošová | Rudolf Merkner | Maroon 5 – This Love                                      | 24. května 2013 | 1,073                     |
| 113          | 20        | Tsunami                 | 2004        | Bisi Arichtev, Martin Dolenský, Johanna Steiger-Antošová | Rudolf Merkner | Chinaski – 1970                                           | 31. května 2013 | 1,075                     |
| 114          | 21        | Dobrý skutek            | 2005        | Bisi Arichtev, Martin Dolenský, Johanna Steiger-Antošová | Rudolf Merkner | Dan Bárta – On My Head                                    | 7. června 2013  | 0,948                     |
| 115          | 22        | Něco končí, jiné začíná | 2005        | Bisi Arichtev, Martin Dolenský, Johanna Steiger-Antošová | Rudolf Merkner | Michal Hrůza – Budu ti vyprávět                           | 14. června 2013 | 0,974                     |

## Filmy o seriálu
| Pořadí | Název                   | Datum premiéry    |
| ------ | ----------------------- | ----------------- |
| 1      | Vyprávěj – ohlédnutí    | 27. srpna 2010    |
| 2      | Film o seriálu          | 29. srpna 2010    |
| 3      | Film o seriálu Vyprávěj | 20. srpna 2011    |
| 4      | Vyprávěj – 2. ohlédnutí | 2. září 2011      |
| 5      | O čem jsme nevyprávěli  | 31. prosince 2011 |